# آرشي سيمبسون
آرشي سيمبسون (بالإنجليزية: Archie Simpson)‏ هو لاعب غولف أمريكي، ولد في 1866 في Elie and Earlsferry ‏ في المملكة المتحدة، وتوفي في 1955 في ديترويت في الولايات المتحدة.